# كونيزينة
الكونيزينة (الاسم العلمي: Conyzinae) هي عمارة من النباتات تتبع فصيلة النجمية من رتبة النجميات.